# Кальвер, Карл Густав
Карл Густав Кальвер (нем. Carl Gustav Calwer; 11 ноября 1821, Штутгарт, — 19 августа 1874, там же) — немецкий энтомолог и ботаник.
Сначала служил в лесном ведомстве в Вюртемберге, затем изучал в Гиссене естественные науки. Известен преимущественно своим руководством «Книга жуков. Всеобщая и специальная естественная история жуков Европы» («Käferbuch. Allgemeine und specielle Naturgeschichte der Käfer Europa's»; Штутгарт, 1858), которое было издано и на русском языке. Напечатал также брошюру «Растения Германии, используемые в промышленности» (нем. «Deutschlands technische Pflanzen»; Штутгарт, 1854).